# Електромеханіка
Електромеханіка — фундаментальна наука, що вивчає електромеханічне перетворення енергії. Технічне застосування електромеханіки базується на глибоких знаннях фізики й математики,електротехніки й електроніки, механіки та матеріалознавства, кібернетики й обчислювальної техніки та наочно виявляється в таких складних і екологічно чистих електромеханічних перетворювачах, як електричні машини.

## Загальний опис
Електромеханіка — узагальнене вчення про сили, що діють в електромагнітному полі і про проблеми, пов'язані з проявом цих сил. Широта цього поняття робить його і дуже невизначеним: окрім електричних машин і електроприводу, які природним чином відносяться до електромеханіки, до неї ж відносяться електроакустика, магнітна гідро- і аеродинаміка і багато іншого.
Електромеханіка розглядається як розділ електротехніки, в якому вивчаються загальні принципи електромеханічного перетворення енергії та їх практичне застосування для проектування та експлуатації електричних машин.
Предметом електромеханіки є управління режимами роботи та регулювання параметрів оборотного перетворення електричної енергії на механічну та механічну — на електричну, включаючи генерування та трансформацію електричної енергії.
Електромеханіка як наука розглядає питання створення та вдосконалення силових та інформаційних пристроїв для взаємного перетворення електричної та механічної енергії, електричних, контактних та безконтактних апаратів для комутації електричних кіл та управління потоками енергії.

## Динамічнірівняння рухуна основіквазістатичнихполів
Електромеханіка знаходиться десь між теорією електромагнітних явищ і механікою. Загальні явища — рух частинок і тіл, визначаються не тільки взаємодією сил механічного походження, а й електромагнітними силами. Це обумовлено тим, що рух зазначених частинок і тіл відбувається в області простору, зайнятої електромагнітним полем, а самі рухомі тіла несуть електричні заряди або струми.
Таким чином, електромагнітна сила виявляється функцією механічних величин — швидкості та положення тіла в просторі. Тому «розділити» систему рівнянь, що описують стан ЕМП (електромагнітного перетворювача), на чисто електричну або механічну частини не є можливим. Найбільш загальний підхід до вирішення завдань електромеханіки полягає в розгляді тіла, що несе струм або заряд, в електромагнітному полі. Це може бути зроблено за допомогою основних рівнянь електродинаміки — рівнянь електромагнітного поля Максвелла. Однак необхідність визначення граничних умов при вирішенні цих рівнянь робить
такий підхід досить складним навіть у найпростіших випадках.
Тому краще виходити з можливості подання будь-якого ЕМП у вигляді «сукупності» електричних і магнітних кіл із зосередженими параметрами. Це виявляється допустимим, внаслідок «малих» швидкостей перебігу фізичних процесів і «низьких» частот зміни величин. Зазначене дозволяє формулювати динамічні рівняння руху на основі параметрів, визначених з розрахунку статичних (квазістатичних) полів.

## Історія розвитку електромеханіки
Історія розвитку електромеханіки свідчить про існування двох крайніх підходів до теорії електромеханічного перетворення енергії: на базі теорії поля і теорії електричних кіл. Теорія поля розвивається на основі рівнянь Максвелла, а теорія кіл — на основі рівнянь Кірхгофа.
Знання історії розвитку електромеханіки необхідно для глибокого розуміння ідей і закономірностей, що визначають майбутнє електротехнічної науки та її практичне застосування. Історія електромеханіки переконливо свідчить про те, як наукові відкриття і теоретичні дослідження дають нові інженерні рішення, а практичні досягнення забезпечують подальший розвиток теорії.
До розвитку сучасної електроніки, електромеханічні пристрої широко використовувалися як частина складних систем, у тому числі електричних друкарських машинок, телетайпів, дуже ранніх телевізійних систем і самих ранніх електромеханічних цифрових обчислювальних машин.
Розвиток електромеханіки веде до створення нових ЕМП з рідким, газоподібним ротором, електричних машин з незвичайною геометрією і незвичайних застосувань.